# Conmáel
Conmáel (fl. XVII-XIII secolo a.C.) figlio di Éber Finn, secondo le leggende e la tradizione storica medievali irlandesi divenne re supremo d'Irlanda dopo aver ucciso Ethriel, figlio di Íriel Fáid, nella battaglia di Rairiu.
Fu il primo sovrano supremo dei milesi ad essere nato in Irlanda e il primo ad aver avuto base nel Munster. Combatté 25 battaglie contro i discendenti di Érimón e regnò 30 anni fino a quando fu ucciso da Tigernmas nella battaglia di Óenach Macha. Gli Eóganachta sarebbero stati suoi discendenti. Il Lebor Gabála Érenn sincronizza il suo regno con le morti di Sansone in Israele e re Fleutio, d'Assiria. Geoffrey Keating data il suo regno dal 1239 al 1209 a.C., mentre gli Annali dei Quattro Maestri dal 1651 al 1621 a.C.